# Molophilus perferox
Molophilus perferox là một loài ruồi trong họ Limoniidae. Chúng phân bố ở miền Cổ bắc.